# Karaiwanci
Karaiwanci (bułg. Караиванци) – wieś w Bułgarii, w obwodzie Wielkie Tyrnowo, w gminie Elena. Wieś wymarła.